# All American Triple Loop
All American Triple Loop is een stalen achtbaan uit 1984. Hij werd in mei 2024 na drie jaar uitstel heropend in het Amerikaanse Indiana Beach. Hij is gebouwd door de Duitse constructeur Anton Schwarzkopf, die in de Benelux bekend is van onder andere Turbine (Walibi Belgium).
De attractie stond eerder in het Mexicaanse La Feria Chapultepec Mágico, waar hij door de jaren heen onder drie verschillende namen stond. En daarvoor in het Maleisische park Sunway Lagoon als Triple Loop Coaster, in het Britse Flamingoland als Magnum Force en in zijn beginjaren reisde hij rond op Duitse kermissen als Dreier Looping.

## Wereldrecord
Toen Dreier Looping gebouwd werd, was het de eerste achtbaan ter wereld met drie verticale loopings. De attractie kan gezien worden als het kleine broertje van de vijf jaar later gebouwde Olympia Looping, ook van Anton Schwarzkopf, met 5 verticale loopings en tot op heden nog steeds de grootste mobiele kermisachtbaan ooit gebouwd.

## Geschiedenis

### 1984-1996: Duitse kermissen
De oorspronkelijke koper van de achtbaan was de Duitse foorkramer Rudolf Barth. Hij kocht de attractie in 1984 en toerde er tot 1996 mee over Duitse kermissen. De baan heette toen Dreier Looping. Op de attractie reden 5 treinen met elk 5 wagons voor 2 rijen van 2 personen. In totaal konden dus 20 personen in een trein plaatsnemen, waardoor een hoge capaciteit mogelijk was: 1500 personen per uur.

### 1997-1999: Sunway Lagoon
De attractie werd verkocht waarna hij drie jaar in het Maleisische resort Sunway Lagoon stond, van 1997 tot 1999. De naam werd vertaald naar het Engelse Triple Loop Coaster. Terwijl hij hier stond was de achtbaan roze geschilderd. In juni 1999 werd de baan verkocht aan het Britse park Flamingoland.

### 2000-2005: Flamingoland
Dit keer werd de rail van de baan rood geschilderd en de ondersteuningen wit. In 2000 ging de attractie open, en hij bleef er staan tot 2005.

### 2007-2019: La Feria Chapultepec Mágico
2007 opende de achtbaan in Mexico-Stad, in La Feria Chapultepec Mágico, tegenwoordig Aztlán Parque Urbano. De attractie opende daar na een grondige renovatie tussen 2005 en 2007, zowel van de baan als van de treinen. Zo werden de achtbaantreinen volledig tot op het gelaste plaatwerk uit elkaar gehaald. Na een schilderbeurt omwarene ondersteuningspalen van de loopings donkerblauw, de andere palen wit en de rail zelf geel. Ook de metalen basissen van de treinen werden in donkerblauwe roestvrije verf geschilderd, de wielstukken wit.
Bij opening heette de baan daar Montaña Infinitum, later Montaña Triple Loop en in de laatste jaren Quimera. Dat is Spaans voor chimera, een monsterlijk schepsel uit de Griekse mythologie.
In 2014 was de achtbaan opnieuw aan een opknapbeurt toe, waarna weer foto's van een gestripte trein verschenen maar in heel wat minder goede staat dan 9 jaar geleden. Ook op de baan waren veel sporen te zien van geroeste regendruppels. De baan werd opnieuw opgeknapt en geschilderd. Het vaal geworden blauw van de loopings werd nu knalrood. De baan van de lift werd lichtgrijs geschilderd, inclusief enkele stukken bocht aan die kant. Sindsdien werd er ook maar met drie van de oorspronkelijke vijf treinen gereden.
Op 28 september 2019 ontspoorde een treintje tijdens een rit. Twee personen verloren hierbij het leven, twee anderen raakten zwaargewond. De achtbaan werd na het ongeluk, net zoals de rest van het attractiepark, gesloten en ontmanteld.

### 2021-heden: Indiana Beach
Op 24 november 2020 werd bekend dat Indiana Beach de attractie had gekocht. De achtbaan onderging eerst een revisie, wat zeker na het ongeval erg belangrijk was, waarna hij volgens planning in de zomer van 2021 moest openen. Dit werd echter niet gehaald, waarna de Dreier Looping aan het begin van seizoen 2024 geopend werd.
De achtbaan heeft sinds deze verhuizing niet meer zijn originele treintjes, maar drie frontcars (voorste karretje) van de achtbaantreinen van de in 2023 afgebroken Mindbender (Galaxyland), die ook door Schwarzkopf gebouwd werd.
3,5 maand na de heropening besloot Indiana Beach de schouderbeugels weg te halen, aangezien veel mensen deze oncomfortabel vonden.